# Anglo-Inder
Anglo-Inder (englisch Anglo-Indians) sind Menschen, die britisch-indischer Herkunft sind, sowie deren Nachkommen. Artikel 366 der Verfassung Indiens definiert den Begriff wie folgt: “an Anglo-Indian” means a person whose father or any of whose other male progenitors in the male line is or was of European descent but who is domiciled within the territory of India and is or was born within such territory of parents habitually resident therein and not established there for temporary purposes only.
Article 366 (2) der indischen Verfassung schützt damit die Nachkommen der (männlichen) Europäer in Indien und bezieht dabei ausdrücklich als Europäer auch die ehemaligen portugiesischen Kolonisten von Coromandel und Malabar mit ein, die sich bei der Ostindienkompanie beteiligten.
Vom 18. bis Mitte des 19. Jahrhunderts heirateten britische Soldaten und Angestellte der Ostindienkompanie gelegentlich indische Frauen. Die gemeinsamen Kinder und die so etablierten Gemeinden wurden damals Eurasier genannt. Die Ostindienkompagnie bot hierfür auch finanzielle Anreize.
Erst mit dem stärkeren Nachwandern von britischen und kontinentaleuropäischen Frauen und nach dem Sepoyaufstand wurden die Anglo-Inder von Briten wie Indern stärker separiert und gemieden. Die bereits etablierte, christlich orientierte anglo-indische Gemeinde blieb zunehmend unter sich und war über ganz Indien vernetzt. Sie erlangte so auch wichtige Positionen im Bereich der Telegraphie und der Eisenbahnverwaltung.
Viele verließen Indien nach 1947, dem Jahr der Unabhängigkeitserklärung Indiens. Bis Januar 2020 waren die Anglo-Inder in der Lok Sabha, dem indischen Unterhaus durch zwei Abgeordnete vertreten, die direkt vom Staatspräsidenten ernannt wurden. Nehru hatte dies Frank Anthony zugesichert. In Staaten wie Andhra Pradesh, Telangana, Tamil Nadu, Bihar, Uttarakhand, Jharkhand, Westbengalen, Karnataka und Kerala waren die Anglo-Inder mit jeweils einem vom Gouverneur ernannten Abgeordneten in den regionalen Parlamenten vertreten.
Die in Artikel 334 der indischen Verfassuung vorgesehene Reservierung von Parlamentssitzen für die Gemeinschaft der Anglo-Inder in der Lok Sabha und einigen Parlamenten der Bundesstaaten wurde mit dem am 25. Januar 2020 in Kraft getretenen 104. Verfassungszusatz aufgehoben. Vertreter der anglo-indischen Minderheit hatten vergeblich gegen die Aufhebung der für sie reservierten Parlamentssitze protestiert. Die Gegenseite argumentierte, dass die Sitzreservierung von Anfang an nur als Übergangsbestimmung gedacht gewesen sei. Die Sonderrergelung war ursprünglich für 10 Jahre nach Inkrafttreten der indischen Verfassung, d. h. bis zum 26. Januar 1960 befristet, wurde in der folgenden Zeit aber durch den 8., 23., 45., 62., 79. und 95. Verfassungszusatz in den Jahren 1960, 1970, 1980, 1990, 2000 und 2010 um jeweils 10 Jahre verlängert, bis sie dann 2020 endgültig auslief.